# باريس تورز 1969
باريس تورز 1969 هو سباق دراجات هوائية، وهو الموسم رقم 63 من باريس تورز، وأقيم في 29 سبتمبر 1969.
فاز بالمركز الأول هيرمان فان سبرينجيل، وبالمركز الثاني فرانز فيربيك، وبالمركز الثالث Roger Jochmans ‏.

## الفائزون
| الترتيب | الفائز              |
| ------- | ------------------- |
| الفائز  | هيرمان فان سبرينجيل |
| الثاني  | فرانز فيربيك        |
| الثالث  | Roger Jochmans ‏     |